# Terrorangrebene mod beboelsesbygninger i Rusland 1999
Terrorangrebet mod lejlighedsbebyggelser var en række af bombninger mod civile boligkomplekser i Rusland i september måned 1999, der dræbte næsten 300 mennesker og sammen med det tjetjenske militære angreb på Dagestan, resulterede i den Anden Tjetjenien krig.

## Bombningerne

### Moskva, 31. august 1999
Den første bombning var ikke som de resterende rettet mod en lejlighedsbebyggelse, men mod en indkøbspassage i Manegeplads Moskva. En blev dræbt og 40 sårede i varierede grad. Det er uvist om bombningen er relateret til de resterende angreb.
.

### Bujnaksk, 4. september 1999, 21:45
En bilbombe i Bujnaksk i den sydrussiske republik Dagestan detonerede udenfor et lejlighedsbyggeri der husede familierne til russiske soldater. To opgange blev raseret og 64 personer blev dræbt, heriblandt 23 børn og omkring 146 blev kvæstet. Bomben som var en placeret på ladet af en GAZ-52 lastbil, var på omkring 2.700 kg og bestod af eksplosivt aluminiumpulver og ammoniaksalpeter.
En anden bombe, på en ZIL-130 lastbil, placeret uden for et hospital blev destrueret af russisk politi. I bilen blev der fundet ID papirer tilhørende en person ved navn Isi Sainutdinova (russisk: Исы Зайнутдинова).
To dage senere blev Dagestan invaderet af tjetjenske separatister der strømmede over grænsen fra Tjetjenien. Invasionen blev udført under Sjamil Basajev og Ibn al-Khattab der begge er impliceret i talrige andre terrorangreb.

### Moskva, 8. september 1999, 23:58
En bombe på mellem 300kg og 400kg trotyl eksploderede i stueetagen af en boligbebyggelse sydøst for Moskva. Den 9-etagers høje bygning blev raseret ved eksplosionen og kollapsede delvist. Angrebet dræbte 94 mennesker og sårede 150 andre.
Senere på eftermiddagen ringede en mand med en kaukasisk accent ind til nyhedsbureauet RIA Novosti og meddelte at bombningen var en hævn for russiske militærhandlinger i Dagestan.
Den 13. september 2004 blev gjort til sørgedag for ofrene for terrorangrebet.

### Moskva, 13. september 1999, 5:00
Dagen skulle have været national sørgedag for det forrige angreb den foregående onsdag, men samme dag eksploderede en stor bombe ved en lejlighedsbygning på Kashirskoje gade i det sydlige Moskva. Eksplosionen der pulveriserede den 8-etagers høje bygningen, var så kraftig at betonstykker blev kastet hundredvis af meter væk og gaden foran overstrøget med nedfalden bygningsstykker. Bomben var estimeret til at have en sprængkraft på omkring 300 kilo TNT. Næsten alle familierne i bygningen blev dræbt. I alt blev 124 mennesker dræbt – inklusiv 13 børn, og 119 andre kvæstet.
Samme dag fandt russiske myndigheder sække fyldt med sprængstoffer (gemt i sukker)
Ruslands præsident Boris Yeltsin beordrede Moskvas borgmester Jurij Luzjkov at alle huse skulle gennemsøges for bomber. Og ikke bare i Moskva blev der fortaget udførlige gennemsøgninger, også i mange andre russiske byer og i ukrainske og hviderussiske byer.
Ruslands premierminister Vladimir Putin erklærede krig mod de "illegale militærenheder" i Tjetjenien.

### Voldodonsk, 16. september 1999
En bilbombe placeret på ladet af en GAZ-53 lastbil eksploderede udenfor en ni-etagers lejlighedsbebyggelse i den sydrussiske by Volgodonsk
. 18 mennesker blev dræbt i eksplosionen. 1 yderligere på hospitalet. 89 kvæstede blev indlagt.
Ejeren af lastbilen, en person ved navn Abbaskuli Eskander-ogli Iskenderov (Аббаскули Искандер-оглы Искендеров) der var hjemme på tidspunktet hans lastbil sprang i luften, sagde han intet kendte til sagen. Lastbilen var blevet købt af tre mænd fra Kaukasus, som havde fortalt de skulle bruge den til at fragte kartofler med.
Rusland reagerede med at indsætte fly mod tjetjenske oprørspositioner, olieraffinaderier og andre bygninger. I slutningen af september stod det klart at en ny tjetjenienkrig var undervejs, og i oktober havde russiske tropper allerede bevæget sig ind i Tjetjenien.

## Eksterne link
- terror1999.narod.ru/sud/delokd/prigovor.html Arkiveret 8. februar 2011 hos  Wayback Machine (russisk)